# حاجی باباخان
حاجی باباخان یک روستا در ایران است که در دهستان قشلاق شرقی واقع شده‌است. حاجی باباخان ۴۲ نفر جمعیت دارد.